# Донна Мерфі
Донна Мерфі (англ. Donna Murphy; нар. 7 березня 1959, Нью-Йорк, США) — американська актриса і співачка, яка за свою кар'єру виграла дві премії «Тоні»: у 1994 році за виступ в мюзиклі «Король і я», і в 1996 році за роль у Passion. Вона отримала ще три номінації за виступи в мюзиклах «Чудове місто», LoveMusik і The People in the Picture. Крім того, вона виграла три нагороди «Драма Деск», «Еммі» і CableACE Award.

## Кар'єра
Мерфі також відома за своїми ролями у фільмах «Зоряний шлях: Повстання», «Щоденники няні», «Людина-павук 2», «Спадок Борна» і озвучення одного з персонажів у мультфільмі «Заплутана історія». На телебаченні вона з'явилася в таких серіалах як «Практика», «Еллі Макбіл», «Закон і порядок: Спеціальний корпус», «Сутичка» і «Грізні Бетті», а в 2012 році знялася в серіалі «Зроблено в Джерсі».
З 13 червня 2017 року по 7 січня 2018 року, Донна грала роль Доллі Галахер Леві в мюзиклі «Гелло, Доллі!» на Бродвеї, цю ж роль, спільно з Донною грала Бетт Мідлер (з 20 січня 2018 року її замінила Бернадетт Пітерс).

## Вибрана фільмографія
| Рік        |    | Українська назва                    | Оригінальна назва                 | Роль                           |
| ---------- | -- | ----------------------------------- | --------------------------------- | ------------------------------ |
| 1993—2000  | с  | Закон і порядок                     | Law & Order                       | Карен Ангер / Карла Тірелл     |
| 1995       | ф  | Нефрит                              | Jade                              | Карен Геллер                   |
| 1998       | ф  | Зоряний шлях: Повстання             | Star Trek: Insurrection           | Аніш                           |
| 1998       | с  | Практика                            | The Practice                      | Марі Генсон                    |
| 1998       | с  | Еллі Мак-Біл                        | Ally McBeal                       | Марі Генсон                    |
| 1999       | ф  | Дружина астронавта                  | The Astronaut's Wife              | Наталі Стрек                   |
| 2004       | ф  | Двері в підлозі                     | The Door in the Floor             | власниця магазину              |
| 2004       | ф  | Людина-павук 2                      | Spider-Man 2                      | Розалі Октавіус                |
| 2005       | с  | CSI: Місце злочину                  | CSI: Crime Scene Investigation    | капітан Енні Краме             |
| 2006       | ф  | Всесвітній торговий центр           | World Trade Center                | Джуді Джонас                   |
| 2006       | ф  | Фонтан                              | The Fountain                      | Бетті                          |
| 2006       | с  | Студія 60 на Сансет-Стрип           | Studio 60 on the Sunset Strip     | Блер                           |
| 2007       | ф  | Щоденники няні                      | The Nanny Diaries                 | Джуді Бреддок                  |
| 2007       | с  | Закон і порядок: Злочинні наміри    | Law & Order: Criminal Intent      | Морін Паґоліс                  |
| 2007       | с  | Сутичка                             | Damages                           | Ненсі                          |
| 2008       | с  | Закон і порядок: Спеціальний корпус | Law & Order: Special Victims Unit | доктор Рей Мессі               |
| 2010       | мф | Заплутана історія                   | Tangled                           | мати Ґотел                     |
| 2010       | с  | Не краса по-американськи            | Ugly Betty                        | Єва                            |
| 2011       | ф  | Темна конячка                       | Dark Horse                        | Марі                           |
| 2012       | ф  | Спадок Борна                        | The Bourne Legacy                 | Діта Менді                     |
| 2013       | с  | Менталіст                           | The Mentalist                     | Діандра Сандерленд             |
| 2014       | с  | Гарна дружина                       | The Good Wife                     | суддя Еліс Адельсон            |
| 2014       | с  | Дорогий доктор                      | Royal Pains                       | Берта                          |
| 2014—2015  | с  | Воскресіння                         | Resurrection                      | Анжела Форрестер               |
| 2017       | с  | Квантико                            | Quantico                          | Ребекка Шерман                 |
| 2019       | с  | Чорний список                       | The Blacklist                     | Софія Квейл                    |
| 2019—2020  | с  | Влада у нічному місті               | Power                             | Лоретта Волш                   |
| 2021—2022  | с  | Пліткарка                           | Gossip Girl                       | директорка школи Вівіан Бертон |
| 2022       | с  | Вигадана Анна                       | Inventing Anna                    | Донна Завері                   |
| 2022—т. ч. | с  | Позолочене століття                 | The Gilded Age                    | Керолайн Шермерхорн Астор      |